# 兰恰诺
兰恰诺是意大利阿布鲁佐大区基耶蒂省的一个镇。

## 姊妹城市
- 加拿大沃恩
- 匈牙利維謝格拉德